# خايمي روبلس سيسبيدز
خايمي روبلس سيسبيدز (بالإسبانية: Jaime Robles Céspedes) هو لاعب كرة قدم بوليفي في مركز الوسط، ولد في 2 فبراير 1978 في مونتيرو، بوليفيا في بوليفيا. شارك مع منتخب بوليفيا لكرة القدم. أما مع النوادي، فقد لعب مع كلوب ديسترويرس ونادي سان خوسيه.

## وصلات خارجية
- خايمي روبلس سيسبيدز على موقع إي إس بي إن إف سي (الإنجليزية)
- خايمي روبلس سيسبيدز على موقع قاعدة بيانات كرة القدم.إي يو (الإنجليزية)
- خايمي روبلس سيسبيدز على موقع ناشيونال فوتبول تيمز (الإنجليزية)
- خايمي روبلس سيسبيدز على موقع Soccerway.com (الإنجليزية)